# 2461 Clavel
2461 Clavel је астероид главног астероидног појаса. Приближан пречник астероида је 24,13 ,
а средња удаљеност астероида од Сунца износи 3,189 астрономских јединица (АЈ).
Инклинација (нагиб) орбите у односу на раван еклиптике је 2,504 степени, а орбитални период износи 2080,155 дана (5,695 година). Ексцентрицитет орбите астероида износи 0,158.
Апсолутна магнитуда астероида износи 11,40 а геометријски албедо 0,083.
Астероид је откривен 5. марта 1981. године.